# Torneo Godó 2000
Torneo Godó 2000 — тенісний турнір, що проходив на ґрунтових кортах у місті Барселона, Іспанія з 24 квітня . Належав до категорії ATP International Series Gold, був турніром серії Відкритий чемпіонат Барселони з тенісу 2000 року.

## Фінальна частина

### Одиночний розряд
Марат Сафін —  Хуан Карлос Ферреро 6–3, 6–3, 6–4

### Парний розряд
Ніклас Культі /  Мікаель Тільстрем —  Паул Гаргейс /  Сендон Столл 6–2, 6–7(2–7), 7–6(7–5)